# Fritz Hillebrand
Friedrich „Fritz“ Hillebrand (* 22. November 1917 in Weißbach bei Lofer; † 24. August 1957 in Bilbao, Spanien) war ein Motorradrennfahrer, dessen Wurzeln im österreichischen Bundesland Salzburg lagen und der die deutsche Staatsbürgerschaft annahm.

## Leben
Fritz Hillebrand, dessen Eltern früh starben, kam in ein deutsches Internat. Er erlernte den Mechanikerberuf und ging 1933 als Sieger aus dem damaligen Reichsberufswettkampf hervor. Sein erstes Motorradrennen fuhr er 1935 im Beiwagen vom Münchner Hans Strohmeier. Im Zweiten Weltkrieg wurde er als Flieger bei der Luftwaffe der Wehrmacht zwei Mal abgeschossen. Zwischendurch fuhr er Sandbahn- und Bergrennen auf dem Balkan.
Nach Ende des Zweiten Weltkrieges ließ sich Hillebrand in Amberg nieder und begann 1948 mit einem auffrisierten 600-cm³-NSU-Gespann wieder Rennen zu fahren. 1950 bastelte er sich aus Teilen eine 750er-BMW und bereits 1951 gewann er sein erstes Rennen am Nürburgring. Doch beim ersten internationalen Rennen, Rund um Schotten auf dem Schottenring kam er schwer zu Sturz. Sein Beifahrer Kurt Prätorius starb an den Folgen des Unfalls.
1953 nahm Hillebrand den Berliner Gymnasiasten Manfred Grunwald ins Beiwagenboot und debütierte in der Motorrad-Weltmeisterschaft. Das draufgängerische Paar gewann 1954 Rennen um Rennen. Von einem neuerlichen schweren Sturz 1955 in Barcelona, Spanien, erholte sich Hillebrand rasch und das Duo wurde – mittlerweile mit BMW-Werksmaterial ausgestattet – 1956 nach Siegen bei der Isle of Man TT und der Dutch TT im niederländischen Assen hinter dem Paar Wilhelm Noll / Fritz Cron nur knapp Zweiter in der Gespann-Klasse der Motorrad-WM.
1957 befanden sich Hillebrand / Grunwald auf dem Weg zum Weltmeistertitel. Sie gewannen mit dem Großen Preis von Deutschland auf dem Hockenheimring, der Isle of Man TT und der Dutch TT die ersten drei WM-Läufe. Beim Grand Prix von Belgien im Juli wurden sie Dritte. Ende August im Training zum Großen Preis von Bilbao streiften Hillebrand / Grunwald mit ihrem BMW-Gespann in einer Kurve einen Kilometerstein. Mit einer Geschwindigkeit von 150 km/h wurden beide an einen Laternenpfahl geschleudert. Hillebrand war auf der Stelle tot, Grunwald kam mit leichten Verletzungen davon. Trotzdem reichte es in der Weltmeisterschaft. Mit dem Großen Preis der Nationen in Monza stand nur noch ein Lauf aus und der härteste Verfolger, Walter Schneider, entschied sich, als Ausdruck seiner Trauer nicht anzutreten. Es siegte das italienische Duo Albino Milani / Rossano Milani auf Gilera und Fritz Hillebrand / Manfred Grunwald wurden postum vor Walter Schneider / Hans Strauß und Florian Camathias / Julius Galliker bzw. Hilmar Cecco Gespann-Weltmeister 1957.
Nach Hillebrands Tod zog sich Manfred Grunwald vom Rennsport zurück und heiratete im Mai 1958 die Motorradrennfahrerin Inge Stoll, die drei Monate später bei einem Rennunfall tödlich verunglückte. 
In Amberg wurde später eine Straße nach Fritz Hillebrand benannt.

## Statistik

### Erfolge
- 1952 – Deutscher 750-cm³-Gespann-Meister auf BMW (mit Beifahrer Georg Barth)
- 1957 – Gespann-Weltmeister auf BMW (mit Beifahrer Manfred Grunewald)
- 1957 – Deutscher Gespann-Meister auf BMW (mit Beifahrer Manfred Grunewald)

### Isle-of-Man-TT-Siege
| Jahr | Klasse             | Beifahrer        | Maschine | Durchschnittsgeschwindigkeit |
| ---- | ------------------ | ---------------- | -------- | ---------------------------- |
| 1956 | Sidecar (Gespanne) | Manfred Grunwald | BMW      | 70,03 mph (112,7 km/h)       |
| 1957 | Sidecar (Gespanne) | Manfred Grunwald | BMW      | 71,89 mph (115,7 km/h)       |

### In der Motorrad-Weltmeisterschaft
(Punkte in Klammern inklusive Streichresultate)
| Saison | Klasse      | Maschine | Beifahrer        | Siege | Podien | Punkte  | Ergebnis    |
| ------ | ----------- | -------- | ---------------- | ----- | ------ | ------- | ----------- |
| 1953   | Seitenwagen | BMW      | Manfred Grunwald | –     | –      | 1       | 13.         |
| 1954   | Seitenwagen | BMW      | Manfred Grunwald | –     | 1      | 14      | 5.          |
| 1956   | Seitenwagen | BMW      | Manfred Grunwald | 2     | 4      | 26 (29) | 2.          |
| 1957   | Seitenwagen | BMW      | Manfred Grunwald | 3     | 4      | 28      | Weltmeister |

## Verweise